# Колибабчук, Виктор Геннадьевич
Виктор Геннадьевич Колибабчук  , супруга Наталья , (род. 30 марта 1985 года в Смоленской области) — российский спортсмен, специализирующийся в мас-рестлинге.
Двенадцатикратный чемпион России, (2010 г. — г. Смоленск, 2011 г. — Смоленская область, г. Вязьма, 2012 г. — Владимирская область, г. Суздаль, 2013—2015 гг. — г. Москва, 2016 г. — г. Тверь, 2019 г. — г. Чебоксары, 2020 г. — г. Нальчик, 2022 г. — г. Казань, 2023 г. — г. Уфа, 2025г. - г. Люберцы . Девятикратный абсолютный чемпион России, (2010 г. — г. Смоленск, 2010 г. — г. Санкт-Петербург, 2011 г. — Смоленская область, г. Вязьма, 2011—2013,2017,2019 гг. — г. Москва, 2016 г. — г. Екатеринбург. Многократный чемпион, различных Всероссийских турниров и соревнований (2008—2020 гг.). Четырёхкратный чемпион Европы (2011 г. — Литва, г. Шауляй 2015 г. — Армения, г. Ереван 2018—2019 гг. — Азербайджан, г. Баку). Трёхкратный абсолютный чемпион Европы (2017 г.- Сербия, г. Прогар 2018 г. — Венгрия, г. Бугаца 2019 г.- Латвия, г. Рига). Двукратный абсолютный чемпион мира (2012 г., 2022 г. — Россия, г. Якутск). Двукратный абсолютный чемпион кубков мира (2012 г. — Россия, г. Москва 2013 г.- О.А.Э., г. Дубай). Победитель международного турнира Кубок Земли Олонхо (2013 г. — Россия, г. Якутск). Победитель Евразийского кубка (2013 г. — России, Москва) Четырёхкратный чемпион мира, в супертяжёлой весовой категории свыше 125 кг, (2014 г., 2022 г. — Россия, г. Якутск, 2023 г. — Узбекистан, г. Хива, 2025 г. - Монголия , Архангайский Аймак) , Трёхкратный чемпион кубков мира в супертяжёлой весовой категории (2015 г. — Россия, г. Москва 2019 г. — Польша, г. Пабьянице, 2021 г.- Финляндия, г. Пюхтяя) по мас-рестлингу. Мастер спорта Республики Саха (Якутия) по мас-рестлингу, МС РФ, МСМК РФ.
Серебряный призёр чемпионата России (2009 г. — г. Владимир). Восьмой призёр абсолютного чемпионата России (2009 г. — г. Вилюйск, РС(Якутия). Серебряный призёр абсолютного чемпионата России (2018 г.- г. Москва). Серебряный призёр абсолютного чемпионата России (2021 г. — Сахалинская область, г. Поронайск), серебряный призёр чемпионата России (2024 г. — г. Санкт-Петербург, г. Пушкин), серебряный призёр чемпионата мира (2016 г. — Чолпон-Ата, Кыргызыстан). Трёхкратный серебряный призёр абсолютного чемпионата мира в рамках спортивного фестиваля Арнольд-Классик (2016—2017 гг.- США, г. Коламбус, 2023 г. — Бразилия, г. Сан-Паулу). Серебряный призёр кубка мира в супертяжёлой весовой категории (2017 г. — г. Москва). Серебряный призёр открытого чемпионата Европы (2021 г. — Стамбул, Турция), Серебряный призёр абсолютного чемпионата Европы (2021 г. — Стамбул, Турция).

## Биография
Родился в Смоленской области, в Вязьме, но вырос недалеко от города, в деревне. Предки Виктора были от природы очень сильными людьми. По словам самого Виктора его прадед забавы ради подлезал под лошадь, поднимал её и мог её пронести на спор, а дед поднимал камни весом более 500 кг.

## Увлечение спортом и начало карьеры
Как и все мальчишки, в детстве играл в подвижные игры, в футбол. В старшем возрасте занимался баскетболом.
В 2009 году по рекомендации тренера Усова Александра Михайловича, Виктор решил попробовать себя в мас-рестлинге, приняв участие на первых своих соревнованиях в Вязьме. Одержав уверенную победу, поехал во Владимир. Несмотря на малое время для нормальной подготовки, выиграл у известного российского спортсмена Михаила Сидорычева. В том же 2009 году Виктора пригласили в Вилюйск на «Игры Манчаары», где из 16 участников он занял восьмое место. Доволен был очень сильно, потому что были звезды из других стран.
Именно тогда, после «Игр Манчаары» все окончательно взвесил и решил заниматься мас-рестлингом серьёзно — стал углубленно изучать технику, выработал определённую группу тренировок на доске. Потом был Чемпионат России, далеко ехать не пришлось, так как проходил он в Смоленске. Виктор выиграл в своей весовой категории у Анатолия Баишева, которому до того проигрывал. Также выиграл в абсолютной категории.
Вот что говорит Виктор в интервью: «Это была первая большая победа. Потом принял участие на Всероссийском турнире памяти олимпийского чемпиона Романа Дмитриева в Коломенском. Нужно было ехать обязательно, потому что надо было набирать опыт. От него уже ждали победы, а как выигрывать, если люди такого уровня вокруг, до которых мне было ещё далеко. У меня результатов физических не было, да и весил я тогда ещё 130 кг. Турнир Дмитриева считаю очень престижным, он сейчас достиг большого уровня. Я рад, что несколько раз подряд я становился победителем именно на этом турнире. Ну а потом уже в моей спортивной жизни появились и международные турниры, каждая победа в которых дается в борьбе с сильнейшими и, в первую очередь, с якутскими спортсменами. Я в своё время проигрывал Анатолию Баишеву и Евгению Сивцеву, а с 2010 года уже победу не отдавал. Когда я встречался с ними на турнирах, я многому у них научился. Мы соперники только на помосте. Я благодарен судьбе, что у меня есть такие друзья в Якутии, такие же простые ребята, как я сам. Да и в целом, мне по нраву атмосфера среди мас-рестлеров, товарищеская. Мы всегда радуемся новой встрече и успехам друг друга».